# Brie British Cemetery
Brie British Cemetery is een Britse militaire begraafplaats met gesneuvelden uit de Eerste Wereldoorlog, gelegen in het Franse dorp Brie (Somme). De begraafplaats werd ontworpen door Herbert Baker en ligt aan de weg van Brie naar Saint-Christ-Briost op ruim 1 km ten zuiden van het dorpscentrum (Église Saint-Géry). Het terrein heeft een nagenoeg rechthoekig grondplan en wordt omsloten door een lage natuurstenen muur. In een naar binnen gebogen muurgedeelte bevindt zich de open toegang die met twee witte stenen paaltjes wordt afgebakend. Tegen de oostelijke muur staat een schuilhuisje onder een zadeldak en met een open boogvormige doorgang. Het Cross of Sacrifice staat tegen de noordelijke muur.
De begraafplaats wordt onderhouden door de Commonwealth War Graves Commission.
Op de begraafplaats liggen 445 doden waaronder 49 niet geïdentificeerde.

## Geschiedenis
De Britse troepen herstelden tussen 18 en 20 september 1917 de brug over de Somme en namen Brie in tijdens de Duitse terugtocht achter de Hindenburglinie. Het dorp en de brug werden op 23 maart 1918, tijdens het Duitse lenteoffensief terug uit handen gegeven, maar op 5 september heroverd door de 32nd Division. De begraafplaats werd daarna door gevechtseenheden begonnen en later door de 5th, 47th en 48th Casualty Clearing Stations (C.C.S.) overgenomen die in september en oktober in Brie waren geposteerd.
Na de wapenstilstand werden nog graven toegevoegd vanuit de slagvelden ten oosten en ten zuiden van Brie en de volgende ontruimde begraafplaatsen: St. Cren British Cemetery en German Cemetery in Mons-en-Chaussée. Ze bevatten de graven van 23 Britten en 4 uit Australiërs die tussen maart en oktober 1918 gesneuveld waren.
Op de begraafplaats liggen 332 Britse, 27 Australische, 1 Canadees en 36 Duitse geïdentificeerde slachtoffers. Voor 15 slachtoffers werden Special Memorials opgericht omdat hun graven niet meer gevonden werden en men neemt aan dat ze zich onder naamloze grafzerken bevinden. 

### Onderscheiden militairen
- F. Cavanagh, majoor bij de Royal Field Artillery; Reginald Gresham Thomson, kapitein bij de King's Shropshire Light Infantry; John Reginald Lambdin, luitenant bij het West Yorkshire Regiment (Prince of Wales's Own) en Harold Butterworth, luitenant bij de Royal Field Artillery werden onderscheiden met het Military Cross (MC).
- William Lehane, sergeant bij het Australian Machine Gun Corps en P. Leonard, korporaal bij het Machine Gun Corps (Infantry) werden onderscheiden met de Distinguished Conduct Medal en de Military Medal (DCM, MM).
- J.F. Rawding, compagnie sergeant-majoor bij de Sherwood Foresters (Notts and Derby Regiment); J.M. Kilpatrick, sergeant bij de Durham Light Infantry en G.E. Bevan, sergeant bij het Royal Sussex Regiment werden onderscheiden met de Distinguished Conduct Medal (DCM).
- er zijn nog 16 militairen die de Militaire Medal ontvingen (MM).